# Панцер II
Панцер II је био немачки лаки тенк који је произведен у великом броју током Другог светског рата. Иако је због лошег оклопа и мале ватрене моћи пред крај 1942. године повучен из борбене употребе, његова шасија послужила је као основа за израду самоходних артиљеријских оруђа која су остала у употреби до краја рата.

## Историјат
Панцер II је произведен на основу спецификације немачке армије из 1934. год. Гудеријан је у својој књизи Оклопни вођа открио како је заправо настао тенк Панцер II. С обзиром на значајно кашњење у развоју и производњи тенкова Панцер III и Панцер IV генерал Луц се одлучио за развој прелазног модела тенка како би се употпунила празнина у немачким оклопним дивизијама изазвана овим кашњењем. Између више понуђених конструкција изабран је модел фабрике МАН наоружан топом калибра 2 cm. Направљено је неколико прототипова од којих су неки послати у Шпанију где су тестирани у борбеним условима у Шпанском грађанском рату. Први серијски модел испоручен је 1935. године али је масовна производња каснила 18 месеци због бројних измена и преправки. Повећана је оклопна заштита, нарочито са предње стране, а одређене измене је претрпело и вешање. Маса тенка повећана је за скоро 2.000 kg због чега су учињени покушаји да се из постојећег мотора извуче што више коњских снага. Додатних 10 КС добијено је тако што су на постојећем мотору Мајбах цилиндри избушени на већу специјалу.
Прве три верзије А, Б и Ц су биле међусобно веома сличне осим мањих разлика у димензијама. Модел Ц појавио се 1937. године и имао је дебљи фронтални оклоп што је повећало укупну тежину на коначних 9.500 kg. 1937. године почео је да стиже у јединице и до 1939. године више од 1.000 тенкова Панцер II учествовало је у инвазији на Пољску. Производња је трајала до почетка 1943. године када је тенк већ био увелико застарео.
 Тело тенка Панцер II било је сачињено од заварених оклопних плоча које су на предњем делу биле дебеле 30 mm док је на боковима и на задњем делу њихова дебљина била 10 mm. Купола је била направљена на исти начин од оклопних плоча дебљине 30 mm на предњем делу и 16 mm на боковима и задњем делу куполе. Мотор је био смештен у задњем одељку. Мењач је имао 6 брзина и рикверц. Возач је био смештен у предњем делу са леве стране. Наоружање је представљало побољшање у односу на Марк I (PzKpfw I) али је и даље било слабо у поређењу са тенковима који су се у то време налазили у наоружању других земаља; топ калибра 20 mm имао је домет од 600 m и користио је само противоклопну муницију. Борбени комплет је био сачињен од 180 граната калибра 20 mm и 1.425 зрна калибра 7,92 mm за митраљез. Међутим, пробојна моћ граната калибра 20 mm није била импресивна. Вешање је било сачињено од пет ослоних точкова на елиптичним опругама са предњим погонским точковима и лењивцима одигнутим од тла. Овакво вешање се показало као веома ефикасно и омогућавало је, у границама могућности мотора, прилично добру покретљивост и управљивост.
Упркос својим ограничењима Панцер II је чинио кичму немачких оклопних дивизија тако да се априла 1942. године у оперативној употреби још увек налазило 860 тенкова овог типа. Пред крај 1940. године учињен је покушај да се поправе карактеристике овог тенка и ускоро је у производњу ушла верзија Ф. Предња и бочна оклопна заштита су појачане и уграђен је нови топ, али је калибар остао исти. Међутим, ове измене су мало учиниле да се повећа борбена вредност тенка, али је зато његова маса повећана за још 1.000 kg. Шасија тенка Панцер II употрељена је као основа за израду неколико специјализованих возила укључујући и верзију наоружану бацачем пламена која је била способна за 80 хитаца дужине 2-3 секунде.

## Варијанте тенка Панцер II

### Панцер II Аусф а1, а2, а3
Крајем 1935. године направљено је првих десет тенкова, који су добили армијску ознаку 2 cm MG Panzerwagen (  - митраљез). Тенкови су имали бензинске моторе Maybach ХЛ57 ТР од 130 КС са којима су постизали максималну брзину од 40 km/сат а радијус дејства по путу 210 km. Оклоп се кретао од 5 до 14,5 милиметара. Оружје тенка био је брзометни топ КВК (KWK) 20mm (тенковска варијанта топа Флак 30) и митраљеза 7,92mm МГ 34. По новоуведеном систему обележавања борбених и транспортних возила Вермахта, нови тенк је добио службену ознаку Сд. Кфз.121. Такође је уведена и нова армијска ознака, по којој су тих 10 тенкова добила ознаку PzKpfw II Ausf a1. Следећих 15 тенкова - Аусф а2, имало је малих измена у систему хлађења мотора и вентилацији борбеног одељења. На свих 50 тенкова верзије Аусф а3 постављена је преграда код мотора, а у дну корпуса отвор како би посади били доступни уљни филтер и пумпа за гориво.

### Панцер II Аусф б
Фирме Ман и Даимлер-Бенц произвеле су фебруара и марта 1937. године 25 тенка Панцер II Аусф б. Код ове варијанте, потпорни точкови били су шири а направљено је и неколико измена у конструкцији делова вешања и погонског точка. Једина крупнија промена био је нови мотор Maybach ХЛ62 ТР од 140 КС.

### Панцер II Аусф ц
Испитивањем варијанти Аусф а2/а3 и Аусф б уочени су велики недостаци у конструкцији ходног дела. Стога је 1937. године направљен нови тип шасије за тенкове Панцер II. Ходни део је имао уместо 6 малих потпорних точкова, 5 средње величине. Број точкова носача гусенице повећан је са 3 на 4, а такође је модернизован и погонски точак. Модернизацијом ходног дела, тенкови Панцер II Аусф ц постали су покретљивији по путу и ван њега. Са променом шасије, дошло је и до повећања габарита и тежине тенка: дужина - 4810mm, ширина - 2223mm, висина - 1990mm, маса 8,9 тона. Све укупно направљено је 200 тенка варијанте Аусф ц.

### Панцер II Аусф А
У 1937. години приступило се масовнијој производњи тенкова Панцер II. Прве тенкове варијанте Аусф А произвела је марта 1937. године фирма Хеншел из Касела, а касније се у производњи укључила и фирма Алкет из Берлина. Варијанта Аусф А имала је синхронизовани мењач ЗФ Апхон ССГ46 и мотор Maybach ХЛ62 ТРМ од 140 КС. Имала је и нови осматрачки прорез са оклопним заклоном за возача. Новина је била и ултракраткоталасна радио-станица (раније варијанте имале су креткоталасне).

### Панцер II Аусф Б
Тенкови Панцер II Аусф Б нису имали никаквих разлика у односу на варијанту Аусф А. Једина измена била је технолошког карактера, упрошћена серијска производња. Произведено је укупно 913 тенка у варијантама А, Б и Ц.

### Панцер II Аусф Ц
На тенкове варијанте Аусф Ц побољшан је систем хлађења мотора и постављена на блок оклопна плоча 50 mm (код варијанте А и Б - 12 mm). Темпо производње тенкова Панцер II Аусф Ц био је крајње низак. Јула 1939. године направљено је 9 тенка, августа - 7, септембра - 5, октобра - 8, а у новембру свега 2 тенка. Производња текна Панцер II Аусф Ц престала је априла 1940. године. Малу месечну производњу можемо објаснити по томе што је и пре окончања производње, већ почела модернизација тенкова те варијанте, паралелно са варијантама ц, А и Б. Такође на малу производњу утицало је и то што су Немци до тог времена (лето 1939.), већ извршили анализу Шпанског грађанског рата. У том рату учествовало је неколико лаких тенкова Панцер I, на страни Франкиста. Мада тенкови Панцер II нису учесвовали у Шпанском грађанском рату, упоређујући их са совјетским лаким тенковима Т-26 и БТ-5, који су ратовали на страни републиканаца, као и вероватним противником (Франциска Рено R-35 и Хочкис H-35, Пољска 7ТП), били су слабије оклопљени и наоружани. Наоружање Немци из неког разлога нису модернизовали, претпоставља се да је то због малих димензија куполе. Реално када би се у куполу тенка Панцер II убацио топ већег калибра, КВК (KWK) Л/45 37 mm постављеног код тенка Панцер III, унутар куполе било је толико тесно да за муницију није имали места. Међутим топ 37 mm је ипак коришћен у куполама за тенкове Панцер II, али само на фортификациским објектима, где се проблем са муницијом лакше решавао. Па чак и тада је морао да се уклони митраљез МГ 34. Ипак потпуно је несхватљиво зашто у куполи није монтиран аутоматски топ 20mm веће дужине цеви. У том случају брзина панцирног пројектила би се повећала од 780 на 835 m у секунди, што би повећало пробојну моћ топа. Претпоставља се да је пресудан значај имало то што би у том случају цев топа излазила из габарита тенка, што у то време није било уобичајно. Из тога се види зашто је цев топа КВК 30 била краћа за 300mm од цеви топа Флак 30 (топ КВК 30 је настао од протовавионског топа Флак 30). После пољске кампање сви тенкови Панцер II ранијих варијанти, доведени су на стандард варијанте Аусф Ц. Поседовали су и нова побољшања посебно у заштити куполе спреда и позади. Постављени су специјални челични лимови као предзаштита од погодака пројектила и гелера.
Новембра 1938. године фирма МАН почела је да развија дизел-мотор HWA1038G од 170 - 200 КС који је требало да се угради у тенкове Панцер II Ц. Како испитивања нису дала жељени резултат, од тог пројекта се одустало крајем 1940. године.

### Панцер II Аусф Д/Е
1938. године фирма Даимлер-Бенц направила ја пројект брзог тенка, намењеног тенковским батаљонима лаких дивизија. По спољнем изгледу било је очитих разлика у односу на раније варијанте тенкова Панцер II. Од варијанте Аусф Ц узета је купола са наоружањем, али су ходни део и шасија конструисани изнова. У новом ходном делу постављена су 4 потпорна точка већег пречника а направљен је и нови погонски точак. Шасија је била иста као и код тенка Панцер III. Маса новог тенка достигла је 10 тона. Мотор Maybach ХЛ62 ТРМ омогућавао је максималну брзину од 55 km/сат. Нови мењач Maybach Variorex VG 102128H имао је седам брзина за кретање унапред и три за кретање уназад. Панцер II Аусф Е разликовао се од варијанте Аусф Д, по појачаном вешању, новим гусеницама и измени у конструкцији точка лењивца.
Фирме Даимлер-Бенц и МАН су током 1938. и 1939. године направиле само 43 тенка ових варијанти (Е и Д).

### Панцер II Аусф Ф
Дана 27. новембра 1939. године донето је решење о производњи варијанте Аусф Ф, последње варијанте класичног тенка Панцер II. Разлог за наставак производње већ застарелог тенка, био је тај што се Вермахт услед сталног формирања нових оклопних јединица, налазио у мањку са тенковима. Тенкови варијанте Аусф Ф имали су шасију нове конструкције, а са чеоне стране постављена је вертикална челична плоча по целој ширини. Оклопна заштита је значајно повећана па је предња оклопна плоча на телу тенка била дебела 36 mm, возачев визир 31 mm, а остатак шасије 20 mm. Дебљина оклопа на куполи је остала иста као код претходних верзија, али је предња оклопна плоча појачана на 32 mm. Појачана оклопна заштита за последицу је имала повећање тежине тенка која је прешла 10 тона. Главно наоружање чинио је нови топ од 20mm КВК 38 (настао од противавионског топова Флак 38), који је имао незнатно дужу цев у односу на претходни модел, што је утицало на повећање почетне брзине гранате. У почетку производња тенкова Панцер II Аусф Ф ишла је јако споро. Јуна 1940. године направљена су 3 тенка, јула - 2, а од августа до децембра свега 4. У 1941. години производња је порасла, тако да је те године направљено 233 тенка варијанте Аусф Ф. Следеће године произведено је још 291 тенк, што је укупно 533 тенка варијанте Аусф Ф. Тенкове Панцер II Аусф Ф производиле су следеће фирме: ФАМО из Бреслава (сада Вроцлав), Вереинигтен Машиненверке у окупираној Варшави, МАН и Даимлер Бенц.

### Панцер II Аусф Ј - PzKpfw II, nA (VK 1601)
Дана 22. децембра 1939. године немачка армија склопила је други уговор са МАН-ом и Дајмлер-Бенцом о даљем развоју и производњи тенка Панцер II „са нагласком на повећању оклопне заштите“. Нова машина имала је ознаку "Pz Kw II, nA, verstärkt (VK 1601). Планирано је да испорука прве произведене серије од 30 возила стартује почетком децембра 1940. године. Прва шасија произведена је 18. јуна 1940. године а прва купола 19. јуна исте године. Након производње од 22 тенка, уговор за испоруку прве серије од 100 возила је отказан. Ова возила су такође била опремљена мотором Maybach HL 45, снаге 150 КС који је тенку тежине 16-17 t омогућавао да развије брзину од 31 km/h. Ширина гусеница била је 235 cm. Фронтални оклоп је био дебљине 80 mm док је бочни оклоп био дебљине 50 mm. Имао је посаду од три човека и још увек је био наоружан противтенковским топом калибра 20 mm КВК 38 и једним спрегнутим митраљезом MG 34 калибра 7,92 mm.

### Панцер II Аусф Л „Рис“ - PzKpfw II Ausf L "Luchs" (Sd Kfz 123)
Развој ове варијанте започео је 15. априла 1939. године. МАН је пројектовао шасију, а Дајмлер-Бенц тело и куполу. Прво возило произведено је у априлу 1942. године. Првих 100 возила требало је да буде наоружано топом 2 cm KwK 38, а онда би се уместо њега као главно наоружање уграђивао топ 5 cm KwK 39. Међутим, због прекида у производњи и недостатка сировина, произведено је само 100 тенкова овог типа и сви су били наоружани топом калибра 2 cm. Споредно наоружање чинио је један митраљез МГ 34 калибра 7,92 mm. Предњи оклоп тела био је 30 mm дебео, док су бочне и задња страна биле 20 mm дебеле. Купола је са предње стране била дебела 30 mm, са бочних и задње стране 20 mm, док је кров био 10 mm дебео. Бленда топа била је 30 mm дебела. Укупна маса возила износила је 13 тона, а брзина по путу 60 km/h.

## Ратна дејства

### Аншлус
Прва војна употреба тенкова Панцер II, била је марта 1938. године у операцији присједињења Аустрије, Рајху, Аншлус. И поред тога што бојевих дејства није било, приближно 30% тенкова Панцер II је избачено из строја због техничких проблема са ходним делом. Услед лоше организације ремонтно-евакуационе службе, већина тих тенкова једноставно је остављена крај пута. Тек након завршетка окупације, генерал Хајнц Гудеријан командант 2. оклопне дивизије, поставио је питање о побољшању система евакуације и ремонта оклопних возила. Без борбе је прошло и припајање Судетске области Немачкој, октобра 1938. године. Да би сачували ионако мали ресурс ходног дела тенкова Панцер II, Немци су прибегли следећој тактици. Са камионима Фаун Л900 Д560 (6х4) који су вукли двоосовинске приколице Сд. Анх115, превозили би тенкове до већих насељених места. Када би пришли довољно близу, тенкови су скидани са приколица и демонстративно пролазили кроз та места. Следећа употреба тенкова Панцер II била је током окупација преосталог дела Чешке и Моравске марта 1939. године. Први тенкови који су 15. марта ушли у Праг, били су Панцер II из састава 2. оклопне дивизије.

### Пољска
Уочи Пољске кампање тенкови Панцер II заједно са тенковима Панцер I, чинили су највећи број борбених возила у оклопним јединицама Вермахта. 1. септембра 1939. године, Немачка војска је располагала са 1223 тенка Панцер II. Свака чета лаких тенкова, обавезно је имала један вод (5 тенкова) Панцер II. Немачки оклопни пукови имали су 69, а оклопни батаљони 33 тенка. У 1. оклопној дувизији, која је имала више тенкова Панцер III и Панцер IV налазило се свега 39 тенка Панцер II. Дивизије са два оклопна пука у свом саставу (2. оклопна, 4. оклопна, 5. оклопна), имале су до 140 тенкова, а са једним оклопним пуком од 70 до 85 тенка Панцер II. 3. оклопна дивизија је поред два оклопна пука, имала у свом саставу и школски батаљон, тако да је располагала са 175 тенкова Панцер II. Мањи број тих тенкова били су у саставу лаких дивизија. Варијанта Д/Е налазила се у саставу 67. оклопног батаљона 3. лаке дивизије и 33. оклопног батаљона 4. лаке дивизије. Оклоп тенкова Панцер II, без проблема су пробијали 37 mm противтенковски топ ВЗ36 (WZ36) и 75 mm пољски топ са којим је била наоружана Пољска војска. Приликом пробоја једне позиције коју је бранила коњичка бригада, 1. оклопна дивизија изгубила је 8 тенкова Панцер II, док је на прилазима Варшави 4. оклопна дивизија изгубила чак 15 тенкова Панцер II. Од 1. септембра па до 10. октобра 1939. године, Вермахту је избачено из борбе 259 тенкова Панцер II, од којих су 83 безповратно уништена.

### Данска и Норвешка
За напад на Данску и Норвешку био је формиран 40. батаљон посебно означен Panzer Abteilung z.b.V40, састављен од три чете. Батаљон је био наоружан лаким тенковима Панцер I и Панцер II као и командним возилима Pz.Bef WG. Напад на Данску почео је 9. априла 1940. године. Данска војска практично није ни пружила отпор, тако да су се борбена дејства завршила до поднева. Ускоро су тенкови 1. и 2. чете 40. батаљона продефиловали улицама Копенхагена. У исто врема 3. чета послата је за Норвешку. Још у току пута према Норвешкиој чета је претрпела губитке. Ноћу 10. априла транспортни брод Antaris H торпедовала је британска подморница и он је потонуо заједно са 5 тенкова који су се налазили на њему. Други брод Urundi наишао је на мину, али он није потонуо него је успео да пристане у Ослу 17. априла. Као допуна због губитака, батаљону је придодат вод тешких тенкова Нб. Фз. До 24. априла на Скандинавско полуострво стигле су и друге две чете (1. и 2.). Бројно стање батаљона износило је 54 тенка; 3 Нб. Фз., 29 Панцер I, 18 Панцер II и 4 командујућих. Тенкови 40. батаљона углавном су се користили као подршка пешадији у борби против Британаца и Француза који су искрцани у Норвешку. Иако је њихова улога у борби била ограниченог карактера, батаљон је изгубио 11 тенкова од којих 2 Панцер II Аусф Ц.

### Француска
Када је кренула велика офанзива на Запад, 10. маја 1940. године, оклопне снаге Вермахта располагале су са 1110 тенкова Панцер II, од којих се 955 назило у борбеном саставу. Распоред ових тенкова по јединицама искључиво је зависио од правца дејства. Тако је 3. оклопна дивизија која се налазила на крилу, имала 110, а 7. оклопна дивизија генерала Ервина Ромела, која је дејствовала на главном правцу свега 40 тенка Панцер II. Против добро оклопљених Фрахцуских лаких и средњих тенкова, Панцер II је практично био немоћан. Они су могли уништити Француски тенк једино погоцима из велике близине и то у бок или од позади. Генерално на Западном фронту (1940) борбе између тенкова било је јако мало. Главни терет борбе против Француских тенкова пао је на леђа авијацији и артиљерији. Како су Немци масовно користили тенкове приликом пробоја, тако су и њихови губици били велики. Укупно је на Западу изгубљено 240 тенка Панцер II.
У лето 1940. године, 52 тенка Панцер II из састава 2. оклопне дивизије били су преуређени у пливајуће тенкове. Од њих су формирана два батаљона 18. оклопног пука 18. оклопне бригаде (касније разврстана као дивизија). Та возила, заједно са одређеним бројем тенкова Панцер III и Панцер IV (такође преправљени у пливајуће), требало је да учествују у операцији Морски Лав - десант на обалу Енглеске. Обука посаде за кретање тенкова по води, вршена је на полигону у Путлосу. Кад је отказана операција Морски Лав, сви преправљени тенкови Панцер II пребачени су на исток. У првим часовима операције Барбароса (напад на СССР) ти тенкови су форсирали реку Западни Буг. На даље су ова возила искључиво коришћена као обични тенкови.

### Југославија и Грчка
Тенкови Панцер II из састава 5. и 11. оклопне дивизије учествовали су у нападу на Југославију и Грчку, априла 1941. године. Два тенка су маја месеца послата морем на Крит где су помагали Немачким падобранцима у борби против Британских и Грчких упоришта на том острву.
Марта 1941. године 5. оклопни пук 5. лаке дивизије Немачког Афричког корпуса, искрцао се у Триполију (Либија). У свом саставу имао је 45 тенка Панцер II, већином варијанте Ц. Новембра 1941. године после доласка 15. оклопне дивизије, број тенкова Панцер II се повећао на 70. Почетком 1942. године пристигла је још једна партија тенкова, али овог пута варијанте Ф-Тр (Тр-оспособљен за тропске услове). Присуство ових тенкова у Африци можемо објаснити вероватно због мале масе и габарита у односу на средње тенкове. Јер Немци нису могли да не виде из својих извештаја да су ти тенкови у поређењу са тенковима 8. Британске армије, бескорисни. Само захваљујући малом габариту и великој брзини, они су успевали да умакну погоцима Британских тенкова. Без обзира на своју немоћ, тенкови Панцер II су на Афричком ратишту остали до 1943. године.

### Напад на СССР
У наоружању Немачке армије, на дан 1. јуна 1941. године налазило се 1074 тенкова Панцер II, а још 45 тенкова је било на ремонту. Како се проближавао дан за операцију Барбароса, већина тенкова је прабечена на граници са Совјетским Савезом. До 22. јуна 1941. године, за напад је спремљено 746 тенка Панцер II, што је чинило 21% од свих тенкова спремних за предстојећу офанзиву. По тадашњој систематизацији у Немачкој војсци, један вод у чети обавезно је морао да има у наоружању тенкове Панцер II. Међутим у пракси се тога није придржавло, па је број тенкова у дивизијама био различит. 22. јуна 1941. године број тенкова Панцер II у оклопним дивизијама спремљених за напад на Совјетски Савез био је следећи: 1. (43), 3. (58), 4. (44), 6. (47), 7. (33), 8. (49), 9. (32), 10. (45), 11. (44), 12. (33), 13. (45), 14. (45), 16. (45), 17. (44), 18. (50), 19. (35) и 20. (31). Поред тенкова у оклопним дивизијама, мали број се налазио у 100. и 101. батаљону тенкова бацача пламена.
Тенкови Панцер II су могли без много мука да униште совјетске тенкове Т-40, као и оклопне аутомобиле свих типова. Борба са лаким тенковима Т-26 и тенковима серије БТ била је много тежа. Да би их уништили својим топом од 20 mm морали су да приђу што ближе, а самим тим улазили у ефикасан домет совјетских тенковских топова од 45 mm. Оклоп тенкова Панцер II пробијале су без проблема и совјетске противтенковске пушке. До краја 1941. године Немачка војска је на Источном фронту изгубила 424 тенка Панцер II, што представља 57% од укупног броја са почетка операције Барбароса (22. јун 1941). У 1942. години Немци су успели да прикупе одређени број тенкова Панцер II у јединицама Вермахта и СС-а. Истина у појединим јединицама то је било чисто симболично. Уочи Немачке летње офанзиве на Источном фронту, тенкови Панцер II налазили су се у следећим оклопним дивизијама: 1. (2), 2. (22), 3. (25), 4. (13), 5. (26), 8. (1), 9. (22), 11. (15), 13. (15), 14. (14), 16. (13), 17. (17), 18. (11), 19. (6), 20. (8), 22. (28), 23. (27) и 24. (32). Поред ових дивизија тенкове Панцер II имале су и 3. (10), 16. (10), 29. (12) и 60. (17) моторизована дивизија, затим дивизија Grossdeutschland (12) као и 5. СС Wiking (12) моторизована дивизија (касније оклопна). Током 1942. године Немци су у борбеним дејствима изгубили 346 тенка Панцер II. У 1943. години тенкови Панцер II се убрзано повлаче са фронта. До краја рата они су само вршили патролне, извиђачке и против партизанске акције. Мали су били и губици у 1943. години, само 84 тенка, што говори о ретком коришћењу у борбеним акцијама. Марта 1945. година у оперативној армији било је још 15 тенкова, а у армијској резерви око 130 тенка Панцер II.
Поред Немачке армије тенкове Панцер II користили су и Словаци, Румуни и Бугари. Краје четрдесетих неколико тенка борило се и у Либану (набављени из Румуније). На разним фортификацијским објектима, како на Западу тако и на Истоку, постављене су куполе тенкова Панцер II. Од тога 100 са топом 37 mm а 536 са топом 20 mm.

## Оклопна возила базирана на шасији тенка Панцер II
С обзиром на то да су немачки тенкови били груписани у оклопне дивизије, немачке пешадијске дивизије су се у противтенковској улози ослањале на топове калибра 37, 50 и 75 mm. Међутим, ово су били вучни топови тако да је брзина њиховог увођења у борбу на угроженим секторима фронта у великој мери зависила од расположивих средстава за вучу. Због тога је немачка војска одлучила да побољша брзину реакције противоклопне одбране пешадијских јединица монтирањем противтенковских топова на шасије до тада развијених оклопних возила. С обзиром на релативну застарелост и слабо наоружање тенк Панцер II је био један од логичних кандидата за ову врсту конверзије.
Први покушај састојао се у монтирању руског пољског топа калибра 7,62 cm на шасију тенка Панцер II. Иако свако увођење противничког оружја у наоружање представља логистички проблем Немци су почетком напада на Русију заробили велике количине ового оруђа које је имало одличне карактеристике као и велике количине одговарајуће муниције. Ново оклопно возило које је названо Мардер II (SdKfz 132) било је тешко 11,2 t и имало је четири члана посаде. Како се Мардер II показао као добра конверзија одлучено је да се нове верзије овог возила наоружају противтенковским топом 7,5 cm Pak 40/2. Ново возило је имало три члана посаде и тежило је 10,8 t. Упркос томе што је Мардер II имао отворен борбени одељак добро се показао у противтенковској улози нарочито на руском фронту.
Шасија тенка Панцер II послужила је и као основа за конструисање једног од најпознатијих немачких возила самоходне артиљерије названог "Wespe" (Оса). Возило је било наоружано немачком хаубицом калибра 10,5 cm, било је тешко 11,480 kg и имало је пет чланова посаде. Укупно је произведено 682 возила овог типа. Такође, произведено је и 158 носача муниције. Ова возила су била сличне конструкције као Оса али нису имала монтирано главно наоружање. Имала су три члана посаде и могла су да понесу 90 граната калибра 105 mm. Поучени позитивним искуством који су имали са Осом немачки конструктори одлучили су да уграде топ већег калибра на шасију тенка Панцер II. За главно наоружање изабран је немачки тешки пешадијски топ sIG 33 калибра 15 cm. Како се радило о прилично великом оруђу шасија тенка је продужена и додат је шести носећи точак. Маса возила била је 12 t, а посаду је чинило 5 чланова. Успешно је коришћен на фронтовима у Северној Африци и Русији.